# Rally Jänner de 2014
El Rally Jänner de 2014, oficialmente 31. Internationale Jänner Rallye fue la 31.ª edición y la primera ronda de la temporada 2014 del Campeonato de Europa de Rally. Se celebró del 3 al 5 de enero y contó con un itinerario de dieciocho tramos sobre asfalto con presencia de nieve.
En la prueba se inscribieron 76 participantes entre los que destacan Robert Kubica con el Ford Fiesta RRC preparado por M-sport; Andreas Aigner del equipo Stohl Racing y Robert Consani ambos con sendos Peugeot 207 S2000; Vasiliy Gryazin con un Ford Fiesta S2000; el polaco Kajetan Kajetanowicz y el checo Roman Odložilík ambos con el Ford Fiesta R5; Raimund Baumschlager, Antonín Tlusťák y Jaromír Tarabus los tres con sus respectivos Škoda Fabia S2000 y Václav Pech jr. con un Mini Cooper S2000 1.6T. El campeón del mundo Stig Blomqvist participó en la prueba con un Mitsubishi Lancer Evo IX dentro de la caravana de seguridad.
El ganador fue el polaco y expiloto de Fórmula 1, Robert Kubica que en su primera participación en el rally, logró su primera victoria en el campeonato de Europa. Su triunfo le valió ponerse líder provisional del certamen europeo de pilotos.

## Desarrollo
En el primer día de carrera se disputó el tramo de clasificación donde el polaco Robert Kubica que debutaba en la prueba, marcó el mejor tiempo aunque muy cerca de su compatriota Kajetan Kajetanowicz que con el Fiesta R5 sólo fue 0.9 segundos más lento. En tercer lugar terminó Beppo Harrach que con el Mitsubishi Lancer EVO IX R4 fue 1,2 segundos más lento que Kubica y en la cuarta plaza Václav Pech que acabó con el MINI John Cooper Works RRC a 1,3 s.
En los dos primeros tramos de la prueba Kajetanowicz fue el más rápido y se convirtió en el líder de la prueba. Posteriormente el austríaco Raimund Baumschlager lo relevó hasta el octavo tramo donde cayó a la tercera plaza y cedió el primer puesto al checo Václav Pech jr. Sin embargo Robert Kubica marcó el scratch en los tres últimos tramos del día y finalizó líder de la prueba con una ventaja de 6.4 segundos.
En la segunda y última etapa del rally el checo Václav Pech marcó los mejores tiempos en los tres primeros tramos y recuperó el liderato en parte por la penalización de diez segundos a Kibica que le hizo perder el primer puesto. Pech mantuvo su posición y aumentó su ventaja en 11.8 segundos sobre el polaco a falta de un tramo donde decidió salir con neumáticos slicks en su Mini Cooper S2000 a diferencia de Kubica que escogió los mixtos, inclusive con clavos en las ruedas delanteras. De esta manera en la última especial, el de M-Sport marcó un tiempo 13:36.0 lo que le permitió ser medio minuto más rápido que su adversario y conseguir la victoria relevando a Pech a la segunda posición. El podio lo completó el austríaco Raimund Baumschlager con el Škoda Fabia S2000.

## Itinerario
| Día   | Tramo | Nombre                        | Distancia | Hora  | Ganador              | Tiempo  | Vel. media | Líder rally          |
| ----- | ----- | ----------------------------- | --------- | ----- | -------------------- | ------- | ---------- | -------------------- |
| Día 1 | SS1   | Pierbach                      | 18.99 km  | 08:11 | Kajetan Kajetanowicz | 14:18.4 | 79.6 km/h  | Kajetan Kajetanowicz |
| Día 1 | SS2   | Liebenau                      | 10.22 km  | 09:14 | Kajetan Kajetanowicz | 5:58.5  | 102.6 km/h | Kajetan Kajetanowicz |
| Día 1 | SS3   | St. Oswald                    | 8.30 km   | 10:00 | Robert Kubica        | 4:36.3  | 108.1 km/h | Kajetan Kajetanowicz |
| Día 1 | SS4   | Pierbach                      | 18.99 km  | 12:04 | Raimund Baumschlager | 12:54.6 | 88.3 km/h  | Raimund Baumschlager |
| Día 1 | SS5   | Liebenau                      | 10.22 km  | 13:07 | Kajetan Kajetanowicz | 6:00.5  | 102.1 km/h | Raimund Baumschlager |
| Día 1 | SS6   | St. Oswald                    | 8.30 km   | 13:53 | Robert Kubica        | 4:28.8  | 111.2 km/h | Raimund Baumschlager |
| Día 1 | SS7   | Pregarten                     | 8.76 km   | 15:53 | Václav Pech jr.      | 4:21.6  | 120.6 km/h | Raimund Baumschlager |
| Día 1 | SS8   | Schönau-St. Leonhard          | 22.93 km  | 16:36 | Robert Kubica        | 13:25.9 | 102.4 km/h | Václav Pech jr.      |
| Día 1 | SS9   | Pregarten                     | 8.76 km   | 18:47 | Robert Kubica        | 4:27.1  | 118.1 km/h | Václav Pech jr.      |
| Día 1 | SS10  | Schönau-St. Leonhard          | 22.93 km  | 19:30 | Robert Kubica        | 13:44.3 | 100.1 km/h | Robert Kubica        |
| Día 2 | SS11  | Gutau                         | 8.27 km   | 07:43 | Václav Pech jr.      | 4:33.0  | 109.1 km/h | Robert Kubica        |
| Día 2 | SS12  | Unterweißenbach               | 12.56 km  | 08:40 | Václav Pech jr.      | 7:18.0  | 103.2 km/h | Václav Pech jr.      |
| Día 2 | SS13  | Arena Königswiesen            | 7.79 km   | 09:15 | Václav Pech jr.      | 5:04.7  | 92.0 km/h  | Václav Pech jr.      |
| Día 2 | SS14  | Gutau                         | 8.27 km   | 11:38 | Robert Kubica        | 4:31.6  | 109.6 km/h | Václav Pech jr.      |
| Día 2 | SS15  | Unterweißenbach               | 12.56 km  | 12:35 | Václav Pech jr.      | 7:38.2  | 98.7 km/h  | Václav Pech jr.      |
| Día 2 | SS16  | Arena Königswiesen            | 7.79 km   | 13:10 | Václav Pech jr.      | 5:19.2  | 87.9 km/h  | Václav Pech jr.      |
| Día 2 | SS17  | Bad Zell - Tragwein - Aistall | 25.00 km  | 14:00 | Robert Kubica        | 13:26.7 | 111.6 km/h | Václav Pech jr.      |
| Día 2 | SS18  | Bad Zell - Tragwein - Aistall | 25.00 km  | 16:20 | Robert Kubica        | 13:36.0 | 110.3 km/h | Robert Kubica        |

## Clasificación final
| Pos. | Piloto               | Copiloto             | Automóvil                   | Tiempo    | Diferencia |
| ---- | -------------------- | -------------------- | --------------------------- | --------- | ---------- |
| 1.   | Robert Kubica        | Maciej Szczepaniak   | Ford Fiesta RRC             | 2:26:42.4 | 0.0        |
| 2.   | Václav Pech jun.     | Petr Uhel            | Mini Cooper S2000 1.6T      | 2:27:02.3 | +19.9      |
| 3.   | Raimund Baumschlager | Klaus Wicha          | Škoda Fabia S2000           | 2:28:21.3 | +1:38.9    |
| 4.   | Beppo Harrach        | Leopold Welsersheimb | Mitsubishi Lancer Evo IX R4 | 2:29:42.7 | +3:00.3    |
| 5.   | Jaromír Tarabus      | Daniel Trunkát       | Škoda Fabia S2000           | 2:30:22.0 | +3:39.6    |
| 6.   | Andreas Aigner       | Barbara Watzl        | Peugeot 207 S2000           | 2:31:15.8 | +4:33.4    |
| 7.   | Vasiliy Gryazin      | Dmitriy Chumak       | Ford Fiesta S2000           | 2:33:09.8 | +6:27.4    |
| 8.   | Roman Odložilík      | Martin Tureček       | Ford Fiesta R5              | 2:33:58.7 | +7:16.3    |
| 9.   | Robert Consani       | Vincent Landais      | Peugeot 207 S2000           | 2:36:24.6 | +9:42.2    |
| 10.  | Gerwald Grössing     | Siegfried Schwarz    | Mitsubishi Lancer Evo IX R4 | 2:38:09.6 | +11:27.2   |

| Predecesor: - | ERC 2014 | Sucesor: Liepāja 2014 |